# 장팅팅 (1989년)
장팅팅(중국어 간체자: 章婷婷, 병음: Zhāng Tíngtíng, 한자음: 장정정, 1989년 11월 9일 ~ )은 중국의 배우이다.